# Anna Achmanova
Anna Sergejevna Achmanova (Russisch: Анна Сергеевна Ахманова) (ook wel gespeld als Akhmanova of Ackmanova) (Moskou, 11 mei 1967) is een in Rusland geboren Nederlandse celbiologe en hoogleraar cellulaire dynamica aan de Universiteit Utrecht.

## Biografie
Achmanova studeerde biochemie en moleculaire biologie aan de Staatsuniversiteit van Moskou, waar ze in een vijfjarig studieprogramma haar mastergraad behaalde. Voor haar onderzoeksproject dat ze in het laatste studiejaar voltooide, deed ze samen met Aleksandr Mankin onderzoek naar halofiele archaea. In 1989 besloot ze in de periode van de perestrojka voor haar promotie naar het buitenland te gaan. Samen met haar jonge dochter ging ze naar Nederland, waar ze terecht kwam bij de Radboud Universiteit, in het laboratorium van Wolfgang Hennig. In 1997 promoveerde ze aan de Radboud Universiteit op genexpressie bij de fruitvlieg.
Na haar promotie voltooide ze twee postdoc-projecten, waarvan de eerste in Nijmegen en de tweede aan de Erasmus Universiteit Rotterdam. Bij de afdeling celbiologie startte ze in 2001 haar eigen onderzoeksgroep. In 2011 stapte Achmanova over naar de Universiteit Utrecht, waar ze benoemd werd tot hoogleraar cellulaire dynamica. Ook kreeg ze samen met Casper Hoogenraad de leiding over de afdeling celbiologie.

## Werk
Samen met haar onderzoeksteam doet Achmanova onderzoek naar het cytoskelet van de cel, alsmede diens effect op de polarisatie van de cel, menselijke ziekten en de ontwikkeling van gewervelde dieren. Haar belangrijkste aandachtsgebied is de werking van microtubuli in de cel die essentieel zijn voor vele processen in de cel en dan met name de celdeling. Deze studies zijn vooral relevant in het onderzoek naar abnormale celproliferatie, zoals kanker, neurodegeneratie en de verspreiding van pathogenen door de cel. In 2018 werd ze onderscheiden met de NWO Spinozapremie, de hoogste wetenschapsprijs in Nederland.
Naast haar werk als celbiologe had Achmanova ook een belangrijke rol in de ontwikkeling van microscopie in Nederland. Zo was ze van 2011 tot 2017 voorzitter van de Nederlandse Vereniging voor Microscopie. Daarnaast is ze lid van de European Molecular Biology Organisation (EMBO) en van de Koninklijke Nederlandse Akademie van Wetenschappen (sedert 2015).
- International Standard Name Identifier: 0000 0003 9099 6464
- NARCIS: PRS1302028
- Nederlandse Thesaurus van Auteursnamen: 156410591
- ORCID: 0000-0002-9048-8614
- ResearcherID: B-8896-2011
- Virtual International Authority File: 284763377